# Give It a Go (專輯)
《Give it a Go》，李昊嘉的首張個人專輯，與同年在香港教育學院舉行的首個個人演唱會Give it a Go同名。
《Give it a Go》首批發行量6,000張，2010年11月21日在Give it a Go演唱會預售，12月1日於各大唱片店公開發售。

## 曲目
1. Prelude（Cello Trio）（作曲、編曲、監製：張家誠）
2. 開一扇窗（作曲、編曲、監製：張家誠　作詞：陳國濱）
3. 捨棄（作曲、作詞：李昊嘉　編曲、監製：張家誠）
4. 小寵愛（作曲、編曲、監製：張家誠　作詞：黃振宇）
5. 回味（作曲：李昊嘉　作詞：黃振宇　編曲、監製：張家誠）
6. What a Wonderful World（作曲、作詞：Bob Thiele、George David Weiss　編曲、監製：張家誠）